# Edi Rama
Pour les articles homonymes, voir Rama.
Ne doit pas être confondu avec Edi Rada.
Edi Rama, né le 4 juillet 1964 à Tirana, est un homme d'État albanais, membre du Parti socialiste (PSSh). Il est Premier ministre depuis le 15 septembre 2013.
Après avoir été maire de Tirana entre 2000 et 2011, il accède au pouvoir en 2013 et remporte trois autres mandats, en 2017, 2021 et 2025. Il met en œuvre une politique libérale et instaure peu à peu un régime marqué par la corruption et l'autoritarisme.

## Biographie
Edi Rama est le fils de Kristaq Rama (en), sculpteur, et d'Aneta Koleka, diplômée de médecine et sœur de Spiro Koleka (en), ancien dirigeant communiste.
Il a vécu à Paris, où il a étudié aux Beaux-Arts et parle le français. Il parle aussi l'italien.

### Ministre
Après une carrière de basketteur (il mesure 2,02 m), engagé dans le Parti socialiste d'Albanie, Edi Rama entame une carrière politique à son retour de Paris en 1998, ville où il avait émigré.
Entre 1998 et 2000, il est ministre de la Culture, de la Jeunesse et des Sports du gouvernement de Fatos Nano.

### Maire
Il est élu en 2000 maire de Tirana et réélu en 2004.
Edi Rama entreprend à ce poste une politique très dynamique mais controversée de rénovation de l'espace urbain[réf. nécessaire]. Les immeubles sont repeints de couleurs vives, les bords de la rivière Lana font l'objet d'un réaménagement. Les résultats sont très visibles, certains[Qui ?] accusent le maire de faire une politique de « poudre aux yeux ». Mais il est important de signaler que Tirana, sous l'ère Rama, ne dispose pas de plan urbanistique[réf. nécessaire]. Il est en outre soupçonné de prélever des pots-de-vin sur les nouvelles constructions.
Il est élu maire de l'année en 2004 par la Communauté Internet City Mayors.
Avec la défaite du Parti socialiste aux élections législatives de juillet 2005, Edi Rama en prend la direction, succédant à Fatos Nano.
Lors des élections locales de juillet 2011, il se proclame vainqueur, alors que la comptabilisation de tous les votes n'est pas terminée. Après quelques péripéties procédurales, il est finalement déclaré battu. Son adversaire, Lulzim Basha, du Parti démocrate, est élu pour quatre ans nouveau maire de Tirana.

### Premier ministre
En juin 2013, Edi Rama est candidat au poste de Premier ministre lors des élections législatives où il conduit la liste de l'Alliance pour une Albanie européenne qui remporte la majorité des sièges. Le 10 septembre, le président de la République Bujar Nishani le charge de former un gouvernement, et il est investi le 15 devant le Parlement par 82 voix sur 140. Son gouvernement se compose de dix-huit ministres, dont cinq issus du LSI.

#### Politique intérieure
Il adopte une politique économique néolibérale, considérée comme plus à droite que celle des gouvernements issus du Parti démocrate d'Albanie. Il réduit les dépenses publiques et favorise les partenariats public-privé, source d'enrichissement rapide pour un cercle d'entrepreneurs proches du pouvoir, dans la plupart des secteurs (tourisme, enseignement supérieur, santé, travaux publics, culture...). Le Fonds monétaire international (FMI), traditionnellement favorable à ces politiques, a cependant estimé que le gouvernement albanais engageait trop rapidement des privatisations et exposait le pays à des « risques budgétaires importants ».
Alors que le pays est en récession à son arrivée à la tête du gouvernement, le taux de croissance approche les 4 % en 2017 et en 2018, tandis que le taux de chômage passe de 17,5 % en 2014 à 11,5 % en 2020. L’amélioration de la situation économique s'expliquerait selon lui par la stabilité politique du pays : « Nous sommes un pays sans Sénat, sans syndicats, sans gauche radicale et sans comiques qui font de la politique. » Néanmoins, les salaires restent bas et l’émigration s'est accélérée depuis 2014.
Le trafic de drogue s'est considérablement développé, représentant près d'un tiers du PIB en 2017. Selon des estimations de la douane italienne, 753 000 plants de cannabis ont été détruits en 2016, contre 46 000 en 2014. Ces destructions n’auraient touché que 10 % des surfaces cultivées. Le ministre de l'Intérieur, Saimir Tahiri (en fonction de 2013 à 2017), a été lui-même mis en cause pour son implication dans ce trafic.
Il adopte en 2018 une loi, saluée par l'Union européenne, qui prévoit la mise en concurrence des universités et leur ouverture au marché. L'augmentation des frais de scolarité provoque le mécontentement des étudiants.

#### Politique extérieure
Sur les questions de politique extérieure, Edi Rama est un proche allié des États-Unis. L'Albanie, membre de l'OTAN depuis 2009, héberge à leur demande plusieurs milliers de membres de l’Organisation des moudjahiddines du peuple iranien, un groupe armé en lutte contre le gouvernement iranien. Edi Rama annonce la rupture des relations diplomatiques avec l'Iran en septembre 2022 après deux cyberattaques qu'il attribue à Téhéran. 
Washington décide en 2022 d'installer en Albanie un « quartier général avancé des forces d’opérations spéciales ». C’est aussi en Albanie, dans le port de Vlora, que les compagnies américaines Excelerate et ExxonMobil vont construire un terminal pour le gaz naturel liquéfié. Edi Rama déclare vouloir que l'Otan installe une base navale sur le site de Porto Romano, à proximité de Durrës, et des négociations auraient été entamées en 2022. Il affirme également que son pays est « l'État le plus pro-européen et pro-américain » des Balkans.
Il est également aligné sur la politique étrangère des États-Unis à propos de la guerre en Ukraine, mais aussi du conflit israélo-palestinien. L'Albanie s'abstient à l'ONU lors des votes sur un cessez-le-feu dans la bande de Gaza.
Il se montre proche du dirigeant turc Recep Tayyip Erdoğan, qu'il décrit comme un « frère et allié stratégique ». Il fait fermer à sa demande des établissements scolaires liés au mouvement Gülen, l'une des bêtes noires de son allié, organisation qu'il va jusqu'à qualifier de terroriste.
Le Parlement albanais officialise en octobre 2020 l'adoption par le pays de la définition de l'antisémitisme de l'Alliance internationale pour la mémoire de l'Holocauste (IHRA), considérant le fait de nier le droit à l'existence d'Israël comme de l'antisémitisme.
L'Albanie défend depuis 2014 une candidature d'adhésion à l'Union européenne. À ce titre, il conduit une politique néolibérale.
Edi Rama signe en novembre 2023 un accord avec la présidente du Conseil italien Giorgia Meloni pour l'ouverture en Albanie de centres de « gestion des migrants illégaux » placés sous la juridiction de Rome, où pourront être traitées des demandes d’asile de migrants qui seront débarqués directement par les navires italiens. Le principe d'extraterritorialité suscite les plus vives critiques de l'opposition albanaise, qui accuse le gouvernement de violer la Constitution en bradant la souveraineté de portions du territoire national à une puissance extérieure. L'Albanie commence à recevoir à partir d'octobre 2024 des migrants arrêtés et envoyés par Rome.

#### Élections et rapports avec l'opposition
En 2017, Edi Rama remporte de nouveau les élections législatives, à l'issue desquelles il forme un deuxième gouvernement.
Pour dénoncer la concentration des pouvoirs entre les mains du Parti socialiste et la domination exercée par ce parti sur les médias et le judiciaire, le Parti démocrate se retire en février 2019 des travaux parlementaires et boycotte en juin de la même année les élections municipales. Le déroulement de celles-ci est critiqué par les observateurs électoraux de l'OSCE, qui relevent que le parti au pouvoir était seul à présenter une candidature dans la majorité des communes, et qu'ont été enregistrées de très nombreuses irrégularités et pressions sur les électeurs.
À partir de février 2019, Rama est de plus en plus décrié par l'opposition, qui réclame sa démission et organise des manifestations dans le pays,. Face aux plus importantes manifestations depuis des décennies, il renvoie la moitié de son gouvernement et accorde certaines concessions au mouvement étudiant.
En conflit avec le président Ilir Meta (Mouvement socialiste pour l'intégration), qui l'accuse de diriger un « régime kleptocratique » et de « concentrer tous les pouvoirs législatifs, administratifs et judiciaires entre ses mains », il fait voter sa destitution par le parlement en juin 2021. La cour constitutionnelle abroge en février 2022 cette décision du parlement. Ilir Meta est arrêté en octobre 2024, deux ans après la fin de son mandat, pour « blanchiment d'argent ». L'opposition dénonce une « persécution politique ».

### Accusations de corruption et de gouvernance autoritaire
Edi Rama est soupçonné de liens avec le narcotrafic, certains observateurs parlant même de « cannabisation » de l'Albanie. Ses opposants le soupçonnent d'avoir mis le pays au pas grâce à l'argent de la drogue, des allégations qui ont conduit l’OCDE à placer l’Albanie sous « surveillance accrue » à partir de 2020. Selon une étude de Global Initiative Against Transnational Organized Crime, plus de 1,6 milliard d'euros auraient été blanchis entre 2017 et 2019 grâce à la construction immobilière.
Un site d'investigation révèle en 2021 que le pouvoir s'est livré à un fichage politique de la population. Des employés étaient chargés d'espionner un groupe de personnes d’un même voisinage afin d'identifier leurs opinions politiques.
Selon l'ONG américaine Freedom House, l'Albanie n'est plus une démocratie, mais un « régime hybride », corrompu et de plus en plus autoritaire. Ce que confirme Reporters sans frontières (RSF), qui a fait chuter la note du pays ces dernières années dans son classement de la liberté de la presse. Pour l'intellectuel dissident Fatos Lubonja, Edi Rama « cultive son image moderne et libérale à l'international, mais gère le pays avec une main de fer, en utilisant tous les ressorts du clientélisme ».

### Vie privée
Né et baptisé dans une famille catholique, Edi Rama se dit actuellement agnostique. Il a deux fils, Gregor (de son premier mariage, avec l'actrice Mathilda Makoçi) et Zaho (de son troisième mariage, avec l'économiste Linda Basha). Sa belle-fille est l'une des victimes du tremblement de terre en Albanie qui fit 51 morts et plus de 2 000 blessés en novembre 2019.
Il est proche de Darian Pavli, un cousin de sixième degré, devenu en 2018 juge à la Cour européenne des droits de l'homme sur proposition du gouvernement albanais,.

## Monographie
- Anri Sala (éd.), Michael Fried, Hans Ulrich Obrist, Philippe Parreno, Edi Rama, Aleksandr Rodchenko, Anri Sala, Marcus Steinweg, Erion Veliaj (textes), Edi Rama, Zürich, Suisse, JRP|Ringier Kunstverlag, 2013, 384 p.  (ISBN 978-3-03764-322-8)